# Stefan Mitmasser
Stefan Mitmasser (* 13. Mai 1995) ist ein österreichischer Fußballtorhüter.

## Karriere

### Verein
Mitmasser wurde in der AKA St. Pölten ausgebildet. Nachdem er beim SKN St. Pölten keinen Vertrag erhielt, wechselte er zum Zweitligisten SV Horn. Unter Trainer Willhelm Schuldes gab er am 10. März 2014 gegen den SKN St. Pölten sein Profidebüt. Mit Horn stieg er 2015 in den Amateurfußball ab. Der Verein erhielt nach dem Abstieg in die Regionalliga Ost hohe mediale Aufmerksamkeit durch den Einstieg einer japanischen Investorengruppe, angeführt von Keisuke Honda. Nach dem Wiederaufstieg in die zweite Liga 2016 verließ er Horn.
Im Jänner 2017 wechselte Mitmasser nach einem halben Jahr Vereinslosigkeit zum Regionalligisten FCM Traiskirchen. Im Sommer 2017 wechselte er zum Burgenlandligisten SV Leithaprodersdorf für die er insgesamt 2 Spiele bestritt. Im Sommer 2020 schloss er sich ASK Ybbs an.

### Nationalmannschaft
Mitmasser nahm 2015 mit dem österreichischen U-20-Nationalteam an der Weltmeisterschaft in Neuseeland teil.